# Star Wars (fumetto 2015)
Star Wars è una serie a fumetti statunitense pubblicata dal 14 gennaio 2015 al 20 novembre 2019 da Marvel Comics in 75 numeri e facente parte dell'universo fantascientifico di Guerre stellari. La serie è stata composta da un team di scrittori e artisti che si sono avvicendati nel corso della pubblicazione: inizialmente se ne sono occupati principalmente Jason Aaron e John Cassaday, poi Kieron Gillen e Salvador Larroca, e infine Greg Pak e Phil Noto.
Le vicende si collocano tra i film Guerre stellari e L'Impero colpisce ancora e hanno per protagonisti gli eroi dell'Alleanza Ribelle (Luke Skywalker, la Principessa Leila, Ian Solo, Chewbecca, C-3PO e R2-D2) nella loro lotta contro l'Impero Galattico.
Star Wars è stato uno dei primi fumetti annunciati da Marvel nel 2014, insieme all'altra serie regolare Star Wars: Darth Vader e alla miniserie Star Wars: Principessa Leia, quando l'editore è tornato in possesso dei diritti di Guerre stellari, e fa parte del nuovo canone. La serie ha ottenuto un buon successo di pubblico e commerciale: il primo numero, altamente attesto e pubblicizzato, ha venduto più di un milione di copie, rendendolo il fumetto più venduto degli ultimi 20 anni.

## Trama
La storia è ambientata tra i film Una nuova speranza e L'Impero colpisce ancora, e inizia subito dopo la distruzione della Morte Nera da parte dell'Alleanza Ribelle. Luke Skywalker, Ian Solo e Leila Organa intraprendono una missione per sabotare il più grande centro di produzione di armi dell'Impero Galattico sul pianeta Cymoon 1. Qui Luke deve affrontare per la prima volta in combattimento il Sith Dart Fener, prima che i ribelli riescano a disattivare il generatore principale, liberare i prigionieri e mettersi in fuga. Luke decide di tornare su Tatooine in cerca di risposte sulla Forza e sul suo ruolo da Jedi. Mentre esplora la casa del suo maestro Obi-Wan Kenobi, viene attaccato dal cacciatore di taglie Boba Fett, ma grazie ai suoi rudimentali poteri riesce a incapacitare l'avversario e a mettersi in salvo con il diario di Obi-Wan. Fett fa rapporto a Fener rivelandogli di aver scoperto che il nome del ribelle responsabile della distruzione della Morte Nera è "Skywalker". Intanto Ian e Leila si mettono in cerca di un sito adatto a ospitare la nuova base ribelle e si imbattono in Sana Stannos, una contrabbandiera inizialmente ostile che si spaccia per la moglie di Ian e che in seguito collabora con i due per sfuggire alle truppe imperiali.
Poiché il diario di Obi-Wan non offre nessun aiuto a Luke, il ragazzo decide di cercare risposte nell'antico tempio Jedi di Coruscant, ma per arrivarci deve cercare imbarco sulla luna dei contrabbandieri Nar Shaddaa. Qui finisce catturato dal collezionista di antichità Jedi Grakkus the Hutt e costretto a prendere parte a combattimenti clandestini nella sua arena. Grazie a un messaggio di soccorso di R2-D2 l'Alleanza Ribelle viene avvertita, e Luke è salvato da Chewbecca, C-3PO, Leila, Ian e Sana. Dopo un nuovo scontro con Fener sul pianeta Vrogas Vas, i ribelli catturano la sua agente, la Dottoressa Aphra, e incaricano Leila e Sana di condurla alla prigione di massima sicurezza Sunspot. Un commando guidato da un ex spia ribelle prende però possesso del carcere e provoca una sommossa. Leila e Sana sono quindi costrette a collaborare con Aphra per farsi strada nella prigione e sedare la rivolta, concedendo poi ad Aphra la possibilità di fuggire.
Per forzare l'assedio imperiale del pianeta alleato Tureen VI, l'Alleanza Ribelle prepara un elaborato piano che prevede di catturare uno star destroyer nemico e di farlo schiantare contro le postazioni imperiali. La prima parte del piano va a buon fine e i ribelli mettono le mani sull'astronave Harbinger, ma una squadra di stormtrooper guidati dal sergente Kreel si introducono nella nave per riprenderla. Mentre Luke e compagni affrontano gli assalitori, R2-D2 pilota la Harbinger verso il blocco imperiale e i ribelli riescono ad abbandonare la nave prima della sua esplosione. C-3PO viene però catturato.

## Creazione e sviluppo

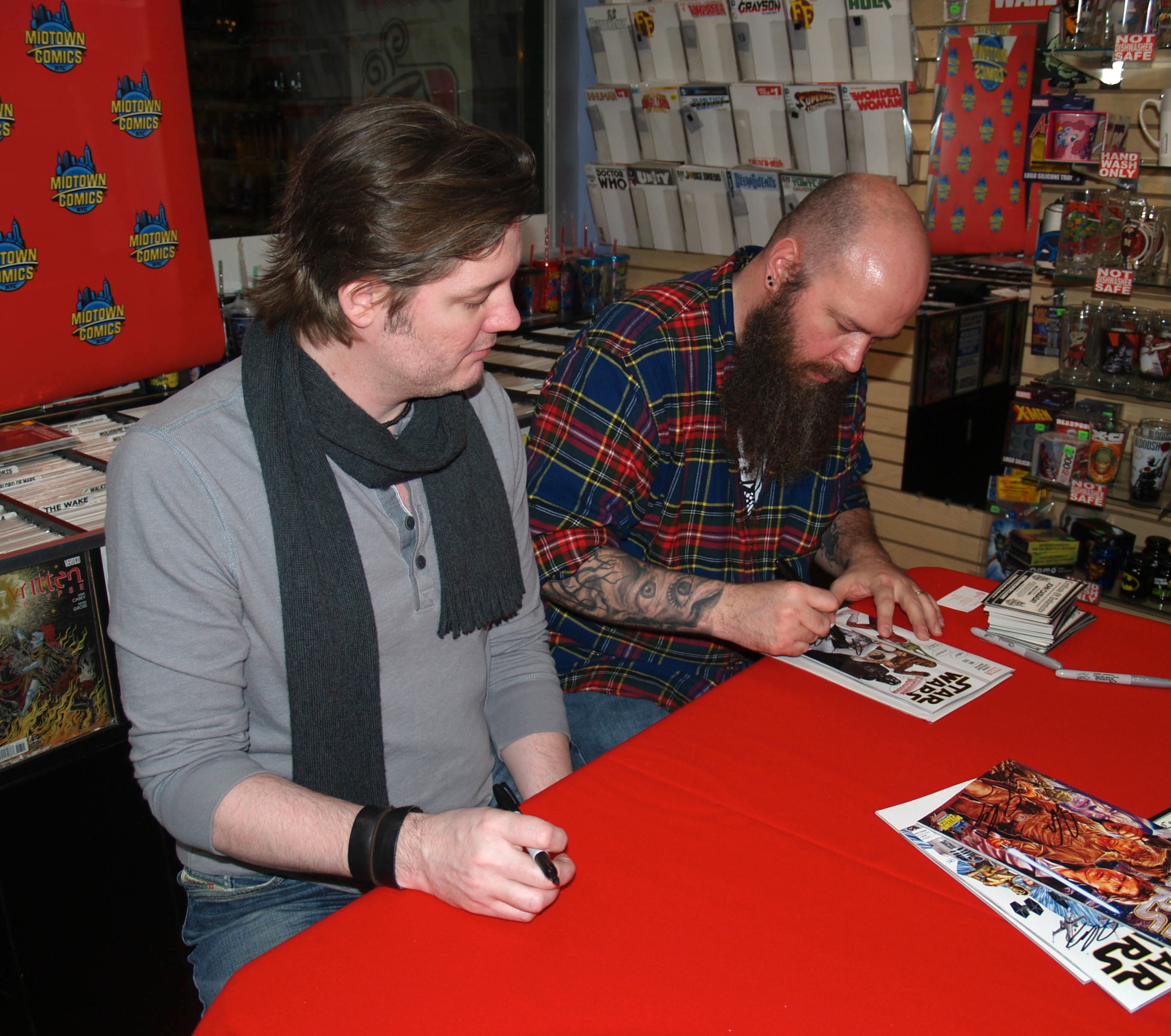
Il disegnatore John Cassaday (a sinistra) e lo scrittore Jason Aaron (a destra) nel gennaio 2015, firmano autografi al Midtown Comics a Manhattan per Star Wars #1

In seguito all'acquisizione di Lucasfilm da parte di The Walt Disney Company, la compagnia annunciò il 3 gennaio 2014 che i diritti per la commercializzazione di fumetti e graphic novel di Guerre stellari sarebbero stati trasferiti a partire dal 2015 da Dark Horse Comics nuovamente a Marvel Comics, che nel 2009 era stata acquistata proprio da Disney. Nel luglio dello stesso anno Star Wars fu annunciato come uno dei primi nuovi fumetti canonici, insieme all'altra serie regolare Star Wars: Darth Vader e alla miniserie Star Wars: Principessa Leia.
Il caporedattore di Marvel Comics Axel Alonso contattò Jason Aaron per proporgli la scrittura del fumetto, ottenendo un assenso immediato; il fumettista smise addirittura di lavorare ad Amazing X-Men per inserire il fumetto Star Wars nel suo programma. I disegni furono affidati a John Cassaday. Aaron e Cassaday si sforzarono di ricreare nel fumetto l'atmosfera della trilogia originale e decisero pertanto di impostarlo come un sequel diretto del film Guerre stellari. Per raccogliere idee visitarono lo Skywalker Ranch e gli archivi della serie, mentre si incontravano con i responsabili di Lucasfilm per discutere dell'opera.
Aaron ha descritto la serie come un'opera corale, il cui cast principale è composto da Luke Skywalker, Ian Solo, la Principessa Leila, Chewbecca, i droidi C-3PO e R2-D2 e Dart Fener, ognuno con i suoi momenti di spicco all'interno della storia, ma ha anche sottolineato come sia soprattutto il viaggio di Luke, il quale dopo aver perso il suo mentore Ben Kenobi nel film Guerre stellari è in cerca di risposte sul suo ruolo nella galassia e su se stesso:
La serie sviluppa anche il personaggio di Ian, il quale a questo punto della storia non ha ancora del tutto accettato la sua affiliazione all'Alleanza Ribelle, muove i primi passi nella sua relazione con Leila, e deve fare i conti con questioni irrisolte del suo passato. Aaron decise di alternare la narrazione con la lettura di estratti dal diario di Ben Kenobi, così da poter approfondire la versione anziana del personaggio, interpretata da Alec Guinness nel film Guerre stellari, che sebbene fosse molto amata non era mai stata esplorata a fondo in altre storie.
Cassaday ha rivelato che ricreare il design retrofuturistico della galassia visto nella trilogia originale è stata una sfida e un piacere: «mettere insieme tutti i dettagli è stato lungo e tedioso, ma una volta che ci ho preso la mano è stato molto divertente».

## Storia editoriale
Star Wars ha debuttato il 14 gennaio 2015, 38 anni dopo l'ultimo fumetto di Marvel Comics su Guerre stellari. Il team responsabile della creazione è composto inizialmente da Jason Aaron ai testi e da John Cassaday ai disegni. Per il primo numero sono state realizzate anche delle copertine variant.
Il numero 6 è stato l'ultimo illustrato da Cassaday, e gli archi narrativi seguenti sono stati realizzati ognuno da un diverso artista. Il fumettista italiano Simone Bianchi ha illustrato il numero 7, mentre Stuart Immonen si è occupato del numero 8 nel mese di luglio 2015, completando il secondo arco narrativo della serie con il numero 12. In seguito si sono succeduti Mike Deodato, Mike Mayhew, Leinil Francis Yu e Jorge Molina, fino a quando dal numero 26 Salvador Larroca ha preso il posto di disegnatore fisso.
Nel 2017, con il numero 38, Kieron Gillen è subentrato ad Aaron come sceneggiatore, ricreando insieme a Larroca il team creativo di Star Wars: Darth Vader. A partire dal numero 56 Larroca è stato sostituito da Andrea Broccardo e Angel Unzueta Galarza, che si sono alternati nei numeri seguenti. L'albo 68 segna l'ultimo cambio autorale, con Greg Pak ai testi e Phil Noto ai disegni, fino all'ultimo numero, il 75, pubblicato il 20 novembre 2019.
Il fumetto è stato ripubblicato in un'edizione da collezione composto da 13 volumi raccoglitori, a cui si aggiungono i due crossover Star Wars: Vader colpito e Star Wars: La cittadella urlante. Ne è stata prodotta anche un'edizione omnibus in tre volumi.
L'edizione italiana è stata edita da Panini Comics dal 7 maggio 2015 all'11 febbraio 2021 all'interno dello spillato mensile Star Wars insieme ad altri fumetti di Guerre stellari. Panini ne pubblica anche un'edizione monografica che ricalca la Collector's Edition statunitense in volumi raccoglitori.

### Volumi
| N° | Titolo                                                                                                   | Pubblicazione statunitense | Pubblicazione italiana | Testi          | Disegni                                   |
| -- | --- | -------------------------- | ---------------------- | -------------- | ----------------------------------------- |
| 1  | Skywalker colpisce, parte 1 (Skywalker Strikes, Part 1)                                                  | 14 gennaio 2015            | 7 maggio 2015          | Jason Aaron    | John Cassaday                             |
| 2  | Skywalker colpisce, parte 2 (Skywalker Strikes, Part 2)                                                  | 4 febbraio 2015            | 2 luglio 2015          | Jason Aaron    | John Cassaday                             |
| 3  | Skywalker colpisce, parte 3 (Skywalker Strikes, Part 3)                                                  | 11 marzo 2015              | 3 settembre 2015       | Jason Aaron    | John Cassaday                             |
| 4  | Skywalker colpisce, parte 4 (Skywalker Strikes, Part 4)                                                  | 22 aprile 2015             | 8 ottobre 2015         | Jason Aaron    | John Cassaday                             |
| 5  | Skywalker colpisce, parte 5 (Skywalker Strikes, Part 5)                                                  | 20 maggio 2015             | 5 novembre 2015        | Jason Aaron    | John Cassaday                             |
| 6  | Skywalker colpisce, parte 6 (Skywalker Strikes, Part 6)                                                  | 3 giugno 2015              | 3 dicembre 2015        | Jason Aaron    | John Cassaday                             |
| 7  | Dai diari del vecchio Ben Kenobi, Parte I: L'ultimo del suo ordine (From the Journals of Old Ben Kenobi) | 29 luglio 2015             | 14 gennaio 2016        | Jason Aaron    | Simone Bianchi                            |
| 8  | Resa dei conti sulla luna dei contrabbandieri, parte 1 (Showdown on the Smuggler's Moon, Part 1)         | 19 agosto 2015             | 11 febbraio 2016       | Jason Aaron    | Stuart Immonen                            |
| 9  | Resa dei conti sulla luna dei contrabbandieri, parte 2 (Showdown on the Smuggler's Moon, Part 2)         | 16 settembre 2015          | 10 marzo 2016          | Jason Aaron    | Stuart Immonen                            |
| 10 | Resa dei conti sulla luna dei contrabbandieri, parte 3 (Showdown on the Smuggler's Moon, Part 3)         | 7 ottobre 2015             | 14 aprile 2016         | Jason Aaron    | Stuart Immonen                            |
| 11 | Resa dei conti sulla luna dei contrabbandieri, parte 4 (Showdown on the Smuggler's Moon, Part 4)         | 4 novembre 2015            | 12 maggio 2016         | Jason Aaron    | Stuart Immonen                            |
| 12 | Resa dei conti sulla luna dei contrabbandieri, parte 5 (Showdown on the Smuggler's Moon, Part 5)         | 18 novembre 2015           | 16 giugno 2016         | Jason Aaron    | Stuart Immonen                            |
| 13 | Vader colpito, parte 3 (Vader Down, Part 3)                                                              | 2 dicembre 2015            | 14 luglio 2016         | Jason Aaron    | Mike Deodato                              |
| -  | Annual 1                                                                                                 | 9 dicembre 2015            | 13 ottobre 2016        | Kieron Gillen  | John Cassaday                             |
| 14 | Vader colpito, parte 5 (Vader Down, Part 5)                                                              | 6 gennaio 2016             | 11 agosto 2016         | Jason Aaron    | Mike Deodato                              |
| 15 | Dai diari del vecchio Ben Kenobi, Parte II (From the Journals of Old Ben Kenobi)                         | 20 gennaio 2016            | 15 settembre 2016      | Jason Aaron    | Mike Mayhew                               |
| 16 | Prigione ribelle, parte 1 (Rebel Jail, Part 1)                                                           | 17 febbraio 2016           | 10 novembre 2016       | Jason Aaron    | Leinil Francis Yu                         |
| 17 | Prigione ribelle, parte 2 (Rebel Jail, Part 2)                                                           | 23 marzo 2016              | 15 dicembre 2016       | Jason Aaron    | Leinil Francis Yu                         |
| 18 | Prigione ribelle, parte 3 (Rebel Jail, Part 3)                                                           | 27 aprile 2016             | 12 gennaio 2017        | Jason Aaron    | Leinil Francis Yu                         |
| 19 | Prigione ribelle, parte 4 (Rebel Jail, Part 4)                                                           | 25 maggio 2016             | 9 febbraio 2017        | Jason Aaron    | Leinil Francis Yu                         |
| 20 | Dai diari del vecchio Ben Kenobi, Parte III (From the Journals of Old Ben Kenobi)                        | 15 giugno 2016             | 9 marzo 2017           | Jason Aaron    | Mike Mayhew                               |
| 21 | L'ultimo volo della Harbinger, parte 1 (The Last Flight of the Harbinger, Part 1)                        | 20 luglio 2016             | 13 aprile 2017         | Jason Aaron    | Jorge Molina                              |
| 22 | L'ultimo volo della Harbinger, parte 2 (The Last Flight of the Harbinger, Part 2)                        | 24 agosto 2016             | 11 maggio 2017         | Jason Aaron    | Jorge Molina                              |
| 23 | L'ultimo volo della Harbinger, parte 3 (The Last Flight of the Harbinger, Part 3)                        | 28 settembre 2016          | 11 maggio 2017         | Jason Aaron    | Jorge Molina                              |
| 24 | L'ultimo volo della Harbinger, parte 4 (The Last Flight of the Harbinger, Part 4)                        | 26 ottobre 2016            | 15 giugno 2017         | Jason Aaron    | Jorge Molina                              |
| 25 | L'ultimo volo della Harbinger, parte 5 (The Last Flight of the Harbinger, Part 5)                        | 23 novembre 2016           | 13 luglio 2017         | Jason Aaron    | Jorge Molina                              |
| -  | Annual 2                                                                                                 | 30 novembre 2016           | 11 gennaio 2018        | Kelly Thompson | Emilio Laiso                              |
| 26 | La guerra segreta di Yoda, parte 1 (Yoda's Secret War, Part 1)                                           | 28 dicembre 2016           | 10 agosto 2017         | Jason Aaron    | Salvador Larroca                          |
| 27 | La guerra segreta di Yoda, parte 2 (Yoda's Secret War, Part 2)                                           | 25 gennaio 2017            | 14 settembre 2017      | Jason Aaron    | Salvador Larroca                          |
| 28 | La guerra segreta di Yoda, parte 3 (Yoda's Secret War, Part 3)                                           | 1º febbraio 2017           | 12 ottobre 2017        | Jason Aaron    | Salvador Larroca                          |
| 29 | La guerra segreta di Yoda, parte 4 (Yoda's Secret War, Part 4)                                           | 1º marzo 2017              | 9 novembre 2017        | Jason Aaron    | Salvador Larroca                          |
| 30 | La guerra segreta di Yoda, parte 5 (Yoda's Secret War, Part 5)                                           | 5 aprile 2017              | 7 dicembre 2017        | Jason Aaron    | Salvador Larroca                          |
| 31 | La cittadella urlante, parte 2 (The Screaming Citadel, Part 2)                                           | 17 maggio 2017             | 8 febbraio 2018        | Jason Aaron    | Salvador Larroca                          |
| 32 | La cittadella urlante, parte 4 (The Screaming Citadel, Part 4)                                           | 14 giugno 2017             | 8 marzo 2018           | Jason Aaron    | Salvador Larroca                          |
| 33 | Rebels in the Wild                                                                                       | 5 luglio 2017              | 12 aprile 2018         | Jason Aaron    | Salvador Larroca                          |
| 34 | The Thirteen Crates                                                                                      | 16 agosto 2017             | 10 maggio 2018         | Jason Aaron    | Salvador Larroca                          |
| 35 | The Hutt Run                                                                                             | 30 agosto 2017             | 14 giugno 2018         | Jason Aaron    | Salvador Larroca                          |
| 36 | Revenge of the Astromech                                                                                 | 13 settembre 2017          | 12 luglio 2018         | Jason Aaron    | Salvador Larroca                          |
| -  | Annual 3                                                                                                 | 20 settembre 2017          | 13 settembre 2018      | Jason Latour   | Michael Walsh                             |
| 37 | Imperial Pride                                                                                           | 4 ottobre 2017             | 9 agosto 2018          | Jason Aaron    | Salvador Larroca                          |
| 38 | Le ceneri di Jedha, parte 1 (The Ashes of Jedha, Part 1)                                                 | 8 novembre 2017            | 11 ottobre 2018        | Jason Aaron    | Salvador Larroca                          |
| 39 | Le ceneri di Jedha, parte 2 (The Ashes of Jedha, Part 2)                                                 | 22 novembre 2017           | 8 novembre 2018        | Jason Aaron    | Salvador Larroca                          |
| 40 | Le ceneri di Jedha, parte 3 (The Ashes of Jedha, Part 3)                                                 | 13 dicembre 2017           | 6 dicembre 2018        | Jason Aaron    | Salvador Larroca                          |
| 41 | Le ceneri di Jedha, parte 4 (The Ashes of Jedha, Part 4)                                                 | 3 gennaio 2018             | 17 gennaio 2019        | Kieron Gillen  | Salvador Larroca                          |
| 42 | Le ceneri di Jedha, parte 5 (The Ashes of Jedha, Part 5)                                                 | 17 gennaio 2018            | 14 febbraio 2019       | Kieron Gillen  | Salvador Larroca                          |
| 43 | Le ceneri di Jedha, parte 6 (The Ashes of Jedha, Part 6)                                                 | 7 febbraio 2018            | 14 marzo 2019          | Kieron Gillen  | Salvador Larroca                          |
| 44 | Ammutinamento su Mon Cala, parte 1 (Mutiny at Mon Cala, Part 1)                                          | 7 marzo 2018               | 11 aprile 2019         | Kieron Gillen  | Salvador Larroca                          |
| 45 | Ammutinamento su Mon Cala, parte 2 (Mutiny at Mon Cala, Part 2)                                          | 21 marzo 2018              | 16 maggio 2019         | Kieron Gillen  | Salvador Larroca                          |
| 46 | Ammutinamento su Mon Cala, parte 3 (Mutiny at Mon Cala, Part 3)                                          | 4 aprile 2018              | 13 giugno 2019         | Kieron Gillen  | Salvador Larroca                          |
| 47 | Ammutinamento su Mon Cala, parte 4 (Mutiny at Mon Cala, Part 4)                                          | 2 maggio 2018              | 11 luglio 2019         | Kieron Gillen  | Salvador Larroca                          |
| 48 | Ammutinamento su Mon Cala, parte 5 (Mutiny at Mon Cala, Part 5)                                          | 23 maggio 2018             | 8 agosto 2019          | Kieron Gillen  | Salvador Larroca                          |
| -  | Annual 4                                                                                                 | 23 maggio 2018             | 10 ottobre 2019        | Cullen Bunn    | Ario Anindito, Marc Laming, Roland Boschi |
| 49 | Ammutinamento su Mon Cala, parte 6 (Mutiny at Mon Cala, Part 6)                                          | 6 giugno 2018              | 12 settembre 2019      | Kieron Gillen  | Salvador Larroca                          |
| 50 | La speranza muore, parte 1 (Hope Dies, Part 1)                                                           | 4 luglio 2018              | 14 novembre 2019       | Kieron Gillen  | Salvador Larroca                          |
| 51 | La speranza muore, parte 2 (Hope Dies, Part 2)                                                           | 18 luglio 2018             | 12 dicembre 2019       | Kieron Gillen  | Salvador Larroca                          |
| 52 | La speranza muore, parte 3 (Hope Dies, Part 3)                                                           | 1º agosto 2018             | 16 gennaio 2020        | Kieron Gillen  | Salvador Larroca                          |
| 53 | La speranza muore, parte 4 (Hope Dies, Part 4)                                                           | 5 settembre 2018           | 13 febbraio 2020       | Kieron Gillen  | Salvador Larroca                          |
| 54 | La speranza muore, parte 5 (Hope Dies, Part 5)                                                           | 19 settembre 2018          | 12 marzo 2020          | Kieron Gillen  | Salvador Larroca                          |
| 55 | La speranza muore, parte 6 (Hope Dies, Part 6)                                                           | 3 ottobre 2018             | 16 aprile 2020         | Kieron Gillen  | Salvador Larroca                          |
| 56 | La fuga, parte 1 (The Escape, Part 1)                                                                    | 7 novembre 2018            | 16 aprile 2020         | Kieron Gillen  | Andrea Broccardo                          |
| 57 | La fuga, parte 2 (The Escape, Part 2)                                                                    | 21 novembre 2018           | 14 maggio 2020         | Kieron Gillen  | Angel Unzueta Galarza                     |
| 58 | La fuga, parte 3 (The Escape, Part 3)                                                                    | 5 dicembre 2018            | 14 maggio 2020         | Kieron Gillen  | Angel Unzueta Galarza                     |
| 59 | La fuga, parte 4 (The Escape, Part 4)                                                                    | 9 gennaio 2019             | 11 giugno 2020         | Kieron Gillen  | Angel Unzueta Galarza                     |
| 60 | La fuga, parte 5 (The Escape, Part 5)                                                                    | 23 gennaio 2019            | 11 giugno 2020         | Kieron Gillen  | Angel Unzueta Galarza                     |
| 61 | La fuga, parte 6 (The Escape, Part 6)                                                                    | 6 febbraio 2019            | 16 luglio 2020         | Kieron Gillen  | Andrea Broccardo                          |
| 62 | The Scourging of Shu-Torun, Part 1                                                                       | 6 marzo 2019               | 16 luglio 2020         | Kieron Gillen  | Andrea Broccardo                          |
| 63 | The Scourging of Shu-Torun, Part 2                                                                       | 20 marzo 2019              | 13 agosto 2020         | Kieron Gillen  | Angel Unzueta Galarza                     |
| 64 | The Scourging of Shu-Torun, Part 3                                                                       | 3 aprile 2019              | 13 agosto 2020         | Kieron Gillen  | Angel Unzueta Galarza                     |
| 65 | The Scourging of Shu-Torun, Part 4                                                                       | 1º maggio 2019             | 10 settembre 2020      | Kieron Gillen  | Angel Unzueta Galarza                     |
| 66 | The Scourging of Shu-Torun, Part 5                                                                       | 15 maggio 2019             | 10 settembre 2020      | Kieron Gillen  | Angel Unzueta Galarza                     |
| 67 | The Scourging of Shu-Torun, Part 6                                                                       | 19 giugno 2019             | 15 ottobre 2020        | Kieron Gillen  | Angel Unzueta Galarza                     |
| 68 | Rebels and Rogues, Part 1                                                                                | 10 luglio 2019             | 15 ottobre 2020        | Greg Pak       | Phil Noto                                 |
| 69 | Rebels and Rogues, Part 2                                                                                | 24 luglio 2019             | 12 novembre 2020       | Greg Pak       | Phil Noto                                 |
| 70 | Rebels and Rogues, Part 3                                                                                | 7 agosto 2019              | 12 novembre 2020       | Greg Pak       | Phil Noto                                 |
| 71 | Rebels and Rogues, Part 4                                                                                | 4 settembre 2019           | 10 dicembre 2020       | Greg Pak       | Phil Noto                                 |
| 72 | Rebels and Rogues, Part 5                                                                                | 2 ottobre 2019             | 10 dicembre 2020       | Greg Pak       | Phil Noto                                 |
| 73 | Rebels and Rogues, Part 6                                                                                | 23 ottobre 2019            | 14 gennaio 2021        | Greg Pak       | Phil Noto                                 |
| 74 | Rebels and Rogues, Part 7                                                                                | 13 novembre 2019           | 14 gennaio 2021        | Greg Pak       | Phil Noto                                 |
| 75 | Rebels and Rogues, Part 8                                                                                | 20 novembre 2019           | 11 febbraio 2021       | Greg Pak       | Phil Noto                                 |